# Rutherford Bay
Rutherford Bay är en vik i Kanada.   Den ligger i territoriet Nunavut, i den nordöstra delen av landet, 3 700 km norr om huvudstaden Ottawa.
Trakten runt Rutherford Bay är permanent täckt av is och snö. Trakten runt Rutherford Bay är nära nog obefolkad, med mindre än två invånare per kvadratkilometer.